# Tony Levin
 (juillet 2017).
Pour les articles homonymes, voir Levin.
Ne pas confondre avec Tony Levin (en), le batteur britannique qui œuvre dans le jazz.
Anthony Frederick Levin dit Tony Levin, né le 6 juin 1946 à Boston, aux États-Unis, est un musicien et compositeur américain, spécialisé dans la basse électrique, le Chapman Stick et la contrebasse. Il chante et joue aussi occasionnellement des claviers. Tony Levin est surtout connu pour son travail avec King Crimson et Peter Gabriel. Il a également formé les groupes Stick Men, Liquid Tension Experiment, Bruford Levin Upper Extremities et a fait partie de ProjeKct One et ProjeKct Four de King Crimson.
Musicien prolifique depuis les années 1970, Tony Levin a joué sur plus de 500 albums, dont ceux de Cher, Asia sur l'album Aura, Alice Cooper sur Welcome to My Nightmare, Goes to Hell et Lace and Whiskey, John Lennon sur Double Fantasy et Milk and Honey, O'Donel Levy sur Simba, Yoko Ono Season of Glass, Sarah McLachlan, Paula Cole, Stevie Nicks, Pink Floyd sur A Momentary Lapse of Reason, Paul Simon, Dire Straits ainsi que Lou Reed, David Bowie, Joan Armatrading, Tom Waits, Buddy Rich, Les Roches, Todd Rundgren, Seal, Anderson Bruford Wakeman Howe, Yes Union Warren Zevon, Kevin Parent Fangless Wolf Facing Winter, Bryan Ferry, Laurie Anderson, Kate et Anna McGarrigle, Gibonni et Jean-Pierre Ferland sur Jaune. De plus, il a tourné avec Peter Gabriel depuis le début de sa carrière solo, King Crimson, Anderson Bruford Wakeman Howe, Paul Simon (avec qui il a joué dans le film de 1980, One-Trick Pony), Gary Burton, James Taylor, Herbie Mann, Judy Collins, Peter Frampton, Tim Finn et Richie Sambora, Ivano Fossati et Claudio Baglioni.
Tony Levin a contribué à populariser le Chapman Stick et la contrebasse NS. Il a également créé des « doigts de funk », des baguettes modifiées attachées aux doigts utilisés pour frapper les cordes de basse (ce qui ressemble à une technique de jeu de basse de style slap). En 2011, Levin s'est classé deuxième (derrière John Paul Jones) dans les « vingt bassistes les plus sous-estimés » du magazine Paste.

## Biographie
Anthony Frederick (Tony) Levin grandit dans la banlieue de Brookline à Boston. Il commence à jouer de la contrebasse à dix ans, étudiant principalement la musique classique. Au lycée, il apprend le tuba en solo avec un orchestre classique et crée également un quatuor de barbershop. Excuse Me sur le premier album solo de Peter Gabriel.
Après le lycée, il fréquente le Eastman School of Music à Rochester (État de New York) et joue dans le Rochester Philharmonic Orchestra. Toujours à Eastman, il étudie avec le batteur Steve Gadd. Il échange sa "Baby Bass" électrique Ampeg pour une Basse Fender Precision ; dans les premiers temps, son premier amplificateur de basse est un Ampeg Portaflex B-15.
En 1968, Gap Mangione lance son premier album solo, Diana in the Autumn Wind, avec le batteur Steve Gadd et Tony Levin dans leurs premiers enregistrements, ainsi que de nouvelles compositions et arrangements de Chuck.

## Années 1970-1980
En 1970, Tony Levin s'installe à New York, rejoignant un groupe appelé Aha The Attack of the Green Slime Beast, avec Don Preston des Mothers of Invention. Peu de temps après, il commence à travailler en tant que musicien de session et au cours des années 1970, il joue la basse sur de nombreux albums, dont l'album big band de Buddy Rich, The Roar of 1974 et Still Crazy After All These Years de Paul Simon. Il est bassiste sur l'album Jaune de Jean-Pierre Ferland avec le guitariste David Spinozza et le batteur Jim Young.
En 1976, Tony Levin se joint au batteur Steve Gadd pour créer les textures luxuriantes de l'album Resolution d'Andy Pratt, qui comprend d'autres musiciens de studio, dont Arif Mardin, Andy Newmark, Hugh McDonald et Luther Vandross. En 1977, Tony Levin rejoint le groupe de Peter Gabriel, qui vient de quitter le groupe Genesis et cherche des musiciens pour l'accompagner dans sa carrière solo. Il a rencontré ce dernier par le biais du producteur Bob Ezrin (avec qui Tony Levin avait enregistré les albums Welcome to My Nightmare d’Alice Cooper et Berlin de Lou Reed). Depuis, Levin est le bassiste de choix de Peter Gabriel, à la fois sur la route et en studio. Sur le premier album solo de Peter Gabriel, Levin joue du Chapman Stick, du tuba et de la basse, et monte une version du Barbershop Quartet (les choristes) pour la chanson Excuse Me.
Durant ces premières années avec Peter Gabriel, Tony Levin développe son jeu au Chapman Stick. En 1986, la chanson Big Time de l’album So, inspire le développement des Drum Stick Bass, qui sont des baguettes de batterie coupées collées au bout du majeur et de l'index et utilisées pour marteler les cordes de basse. Tony Levin en attribue l'idée à Peter Gabriel et doit à Andy Moore, son technicien à l'époque, de les rendre réellement viables.
En 1978, il déménage à Woodstock, dans l'État de New York, pour rejoindre le groupe L'Image, qui comprend son vieil ami Steve Gadd, Mike Mainieri et Warren Bernhardt. Le groupe se sépare au bout d'un an. Tony Levin reste dans la région (il réside à Kingston (New York)). En enregistrant le premier album solo de Peter Gabriel, Tony Levin fait la connaissance de Robert Fripp et, en 1980, après avoir joué sur l'album solo de ce dernier, Exposure, il devient membre de la renaissance de King Crimson avec Bill Bruford et Adrian Belew. En août 1980, il commence à enregistrer des sessions sur l'album retour Double Fantasy avec John Lennon et un groupe de ses contemporains. Il joue aussi les parties de basse et de Chapman Stick sur l'album A Momentary Lapse of Reason de Pink Floyd en 1987, en tant que musicien invité.
En 1988, Bill Bruford demande à Tony Levin d’être un cinquième membre non officiel du super-groupe "Anderson Bruford Wakeman Howe", composé de membres de la formation classique Yes. Touefois, n’ayant jamais été membre de ce groupe, il ne peut y jouer que comme musicien de studio. À la suite d'une longue maladie, il est incapable de jouer lors de certaines dates de la tournée qu'il accompagne, étant remplacé par Jeff Berlin. Puis, à la suite de la fusion des membres de Yes et ABWH, il joue sur l'album résultant de cette réunion, Union, produit en 1991.
En 1984, Tony Levin publie "Road Photos", une collection de photos en noir et blanc prises lors de ses voyages avec King Crimson, Peter Gabriel, Paul Simon et d'autres. Un autre recueil de photos sur les tournées de King Crimson dans les années 1980, "The Crimson Chronicles volume 1", sort en 2004. La sortie du volume 2, qui couvre les années 1990 et peut-être les versions 2000 du groupe, n’est toujours pas publiée. Tony Levin écrit aussi un livre d'anecdotes de carrière et d'histoires routières intitulé Beyond the Bass Clef.
Tony Levin fait partie de King Crimson jusqu’au milieu des années 1990, lors de la séparation du groupe "Double Trio" composé de Tony Levin, Robert Fripp, Adrian Belew, Trey Gunn, Pat Mastelotto et Bill Bruford. Ensuite, Robert Fripp reforme King Crimson en quatuor sans Tony Levin ni Bill Bruford. Tony Levin  participe à deux des sous-groupes expérimentaux après la rupture, "ProjeKct One" (1997) et "ProjeKct Four" (1998). Il joue de la basse sur "Watcher of the Skies" de l'album Genesis Revisited de Steve Hackett (1996). En 2008, Tony Levin rejoint le court-métrage du 40e anniversaire de King Crimson, avec Robert Fripp, Adrian Belew et les batteurs Pat Mastelotto et Gavin Harrison (Porcupine Tree).

## Années 1990-2000
En 1998, Tony Levin et Bill Bruford forment "Bruford Levin Upper Extremities" connu aussi sur le nom de B.L.U.E. avec le trompettiste Chris Botti et le guitariste David Torn ; le groupe sort des albums en 1998 et 2000. David Torn, Tony Levin et Bill Bruford ont alors déjà formé un quatuor, avec le trompettiste Mark Isham, pour l'album Cloud About Mercury de Torn en 1987 (le bassiste Mick Karn ayant remplacé Tony Levin pour la tournée). Tony Levin continue à produire des albums avec son propre groupe, le "Tony Levin Band". Outre Tony Levin, ce groupe est composé de Jerry Marotta, Jesse Gress, Larry Fast et son frère Pete Levin. Il joue aussi régulièrement en direct et parfois enregistre avec le "California Guitar Trio" lorsque les horaires le permettent.
En 1997, Tony Levin fait équipe avec Mike Portnoy et John Petrucci, membres de Dream Theater, ainsi que le futur claviériste de ce même groupe, Jordan Rudess, pour un projet intitulé "Liquid Tension Experiment". Le combo sort deux albums, Liquid Tension Experiment et Liquid Tension Experiment 2 respectivement en 1998 et 1999, ainsi que de courtes tournées en 1998 et 2008. Deux CD sont publiés sous le nom de "Liquid Trio Experiment" ; le premier composé de jams de studio des sessions LTE2 sans John Petrucci (Spontaneous Combustion), sorti pour le dixième anniversaire du groupe, et un enregistrement live d'un concert de Chicago en 2008 où le rig de Rudess s'est écrasé et trois autres improvisations (quand le clavier s'est brisé).
À la fin de 2003, Trey Gunn quitte King Crimson et Tony Levin rejoint le groupe en tant que bassiste, bien que le groupe ne soit réellement actif que pour quelques répétitions et pour une courte tournée à l’été 2008.
En 2006, Tony Levin sort Resonator, un album mettant en vedette Jerry Marotta, Jesse Gress et Larry Fast, deux autres membres de son groupe, auxquels s’ajoute Pete Levin. L’album est le premier à présenter Tony Levin en tant que chanteur. 2007 a vu la sortie de l'album Stick Man, un album de pièces enregistrées sur le Chapman Stick.
En 2009, Tony Levin retrouve son groupe de 1973, L'Image, avec Mike Mainieri, Warren Bernhardt, David Spinozza et Steve Gadd. Le groupe joue au Iridium Jazz Club à New York, fait une tournée au Japon et sort l’album L’image 2.0. En 2010, Tony tourne avec "HoBoLeMa", un groupe composé d'Allan Holdsworth à la guitare, de Levin à la basse et de Pat Mastelotto et Terry Bozzio à la batterie. Tous leurs spectacles sont complètement improvisés sans musique écrite.
Après l’album Stick Man, Tony Levin s’associe au bassiste Michael Bernier et au batteur de King Crimson, Pat Mastelotto, pour former le groupe "Stick Men". Le groupe sort son premier album Soup en 2010. Bernier quitte le groupe peu après la sortie de l'album, remplacé par le guitariste de "touch-guitar" Markus Reuter en 2010. Cette programmation continue avec un calendrier chargé de tournées et d’enregistrements, et sort l’EPA Absalom en 2011 et les albums Open (juin 2012). Deep (Sept 2012).
Le 24 septembre 2013, Tony Levin est officiellement annoncé comme membre de la 8e incarnation de King Crimson, aux côtés du fondateur du groupe Robert Fripp, du guitariste Jakko Jakszyk, de Mel Collins au saxophone et des batteurs Pat Mastelotto et Bill Rieflin. Le groupe fait une tournée aux États-Unis à l'automne 2014.

## Influence
De nombreux artistes ont cité Tony Levin comme une influence ou ont exprimé leur admiration pour lui, notamment Les Claypool de Primus, Colin Hodgkinson, Nick Beggs, Al Barrow de Magnum, Dan Briggs de Between the Buried and Me, Zach Cooper de Coheed et Cambria et Jonathan Hischke de Dot Hacker ainsi que El Grupo Nuevo de Omar Rodriguez.

## Style de jeu
Tony Levin a introduit les Funk Fingers appelé aussi le Drum Stick Bass, deux baguettes de percussions coupées attachées à l'index et au majeur de la main droite du bassiste qui permettent de reproduire le son du slap.

## Matériel utilisé
Il joue principalement sur une basse Music Man StingRay à 5 cordes[réf. nécessaire]. Dans les années 1990 Il utilisait un ampli de marque Trace Elliott, aujourd'hui il utilise un AMPEG. Il utilise également une contrebasse électrique cinq cordes NS Design.

## Discographie
La discographie a été compilée et complétée,.

### Albums solo
- 1995 : World Diary (en)
- 2000 : Waters of Eden (en)
- 2002 : Pieces of the Sun (en)
- 2002 : Double Espresso (en) (en concert)
- 2006 : Resonator (en)
- 2007 : Stick Man (en)
- 2024 : Bringing It Down to the Bass

### Collaborations
- 1997 : From the Caves of the Iron Mountain (en) (avec Jerry Marotta et Steve Gorn (en))
- 1997 : Black Light Syndrome (en) (avec Terry Bozzio et Steve Stevens)
- 2000 : Monday Night in San Francisco (avec California Guitar Trio (en))
- 2000 : Situation Dangerous (en) (avec Terry Bozzio et Steve Stevens)
- 2002 : CG3+2 (avec California Guitar Trio et Pat Mastelotto)
- 2004 : The Book of the Key (avec Anthony Curtis)
- 2011 : Levin Torn White (avec David Torn et Alan White)
- 2013 : Levin Minnemann Rudess (avec Marco Minnemann et Jordan Rudess)
- 2016 : From the Law Offices of (avec Marco Minnemann et Jordan Rudess)
- 2019 : The Bucket List (avec Phil Keaggy et Jerry Marotta)

### Comme membre d'un groupe

#### King Crimson
- 1981 : Discipline
- 1982 : Beat
- 1984 : Three of a Perfect Pair
- 1994 : VROOOM (EP)
- 1995 : THRAK
- 1995 : B'Boom: Live in Argentina (en concert)
- 1996 : THRaKaTTaK (en concert)
- 1998 : Absent Lovers: Live in Montreal (en concert)
- 1999 : Live in Mexico City (en concert)
- 1999 : The ProjeKcts (coffret)
- 2000 : Vrooom Vrooom (en concert)
- 2015 : Live at the Orpheum (en) (en concert)
- 2016 : Live in Toronto (en) (en concert)
- 2016 : Radical Action to Unseat the Hold of Monkey Mind (en) (en concert)
- 2017 : Live in Chicago (en) (en concert)
- 2018 : Live in Vienna (en) (en concert)
- 2018 : Meltdown: Live in Mexico City (en) (en concert)

#### Spin 1ne 2wo
- 1993 : Spin 1ne 2wo

#### Liquid Tension Experiment
- 1998 : Liquid Tension Experiment
- 1999 : Liquid Tension Experiment 2
- 2007 : Spontaneous Combustion (en) (Liquid Trio Experiment)
- 2009 : When the Keyboard Breaks: Live in Chicago (en) (Liquid Trio Experiment 2)
- 2021 : Liquid Tension Experiment 3

#### Bruford Levin Upper Extremities
- 1998 : Bruford Levin Upper Extremities (en)
- 2000 : B.L.U.E. Nights (en) (en concert)

#### Stick Men
- 2009 : Stick Men
- 2010 : Soup
- 2011 : Absalom (EP)
- 2012 : Open
- 2013 : Deep
- 2014 : Power Play (en concert)
- 2015 : Midori: Live in Tokyo 2015 (en concert)
- 2016 : Prog Noir
- 2017 : Roppongi: Live in Tokyo 2017 (en concert)
- 2022 : Tentacles
- 2023 : Umeda (en concert)

#### L'Image
- 2009 : 2.0

### Comme musicien de studio

#### Années 1970
- 1970 : Jaune de Jean-Pierre Ferland
- 1971 : Carly Simon (en) de Carly Simon
- 1972 : Don McLean (en) de Don McLean
- 1972 : Live in Tokyo du Gary Burton Quartet
- 1973 : Berlin de Lou Reed
- 1973 : Playin' Favorites (en) de Don McLean
- 1974 : First Light (en) de Family of Mann
- 1974 : The Roar of '74 (en) de Buddy Rich
- 1975 : Judith (en) de Judy Collins
- 1975 : Still Crazy After All These Years de Paul Simon
- 1975 : Welcome to My Nightmare d'Alice Cooper
- 1976 : Bread and Roses (en) de Judy Collins
- 1976 : Gagaku & Beyond (en) de Herbie Mann
- 1976 : Goes to Hell d'Alice Cooper
- 1976 : Kate & Anna McGarrigle (en) de Kate & Anna McGarrigle
- 1976 : Main Squeeze (en) de Chuck Mangione
- 1976 : Second Childhood (en) de Phoebe Snow
- 1976 : Surprises (en) de Herbie Mann
- 1977 : Lace and Whiskey d'Alice Cooper
- 1977 : Never Letting Go (en) de Phoebe Snow
- 1977 : Peter Gabriel de Peter Gabriel
- 1977 : Ringo the 4th de Ringo Starr
- 1977 : Watermark (en) d'Art Garfunkel
- 1978 : Boys in the Trees (en) de Carly Simon
- 1978 : Brazil: Once Again (en) de Herbie Mann
- 1978 : Nested (en) de Laura Nyro
- 1978 : Peter Gabriel de Peter Gabriel
- 1978 : Pronto Monto (en) de Kate & Anna McGarrigle
- 1979 : Exposure de Robert Fripp
- 1979 : The Roches (en) des Roches
- 1979 : Spy (en) de Carly Simon

#### Années 1980
- 1980 : Come Upstairs (en) de Carly Simon
- 1980 : Double Fantasy de John Lennon et Yoko Ono
- 1980 : Entre la jeunesse et la sagesse (en) de Kate & Anna McGarrigle
- 1980 : Geronimo de Catherine Lara
- 1980 : Me Myself I (en) de Joan Armatrading
- 1980 : One-Trick Pony (en) de Paul Simon
- 1980 : Peter Gabriel de Peter Gabriel
- 1980 : Sacred Songs (en) de Daryl Hall
- 1980 : To Chi Ka (en) de Kazumi Watanabe
- 1981 : Season of Glass de Yoko Ono
- 1981 : Scissors Cut (en) d'Art Garfunkel
- 1981 : Walk Under Ladders (en) de Joan Armatrading
- 1982 : It's Alright (I See Rainbows) de Yoko Ono
- 1982 : Keep On Doing (en) des Roches
- 1982 : Peter Gabriel de Peter Gabriel
- 1982 : Time of Our Lives (en) de Judy Collins
- 1983 : Hello Big Man (en) de Carly Simon
- 1983 : The Key (en) de Joan Armatrading
- 1983 : Local Hero de Mark Knopfler
- 1983 : Plays Live de Peter Gabriel
- 1983 : Scenario (en) d'Al Di Meola
- 1984 : Milk and Honey de John Lennon et Yoko Ono
- 1984 : Shine (en) de Frida
- 1985 : Birdy de Peter Gabriel
- 1985 : Boys and Girls de Bryan Ferry
- 1985 : Brothers in Arms de Dire Straits
- 1985 : Downtown (en) de Marshall Crenshaw
- 1985 : Rain Dogs de Tom Waits
- 1985 : Spoiled Girl (en) de Carly Simon
- 1985 : Starpeace (en) de Yoko Ono
- 1985 : Strange Animal (en) de Gowan
- 1985 : That's Why I'm Here (en) de James Taylor
- 1986 : Park Hotel (en) d'Alice
- 1986 : The Big Picture (en) de Michael W. Smith
- 1986 : Premonition (en) de Peter Frampton
- 1986 : So de Peter Gabriel
- 1987 : Cher de Cher
- 1987 : Cloud About Mercury (en) de David Torn
- 1987 : Coming Around Again (en) de Carly Simon
- 1987 : Great Dirty World (en) de Gowan
- 1987 : A Momentary Lapse of Reason de Pink Floyd
- 1987 : Robbie Robertson de Robbie Robertson
- 1987 : Sentimental Hygiene (en) de Warren Zevon
- 1987 : Safety in Numbers (en) de David Van Tieghem
- 1988 : Amnesia (en) de Richard Thompson
- 1988 : Crack the Whip de Manzanera & Mackay
- 1988 : Hide Your Heart de Bonnie Tyler
- 1989 : Anderson Bruford Wakeman Howe (en) de Anderson Bruford Wakeman Howe
- 1989 : Crimes of the Heart d'Ute Lemper
- 1989 : Les Crises de l'âme de Jeanne Mas
- 1989 : Flower Bed (ja) de Misato Watanabe
- 1989 : Maria McKee (en) de Maria McKee
- 1989 : The Other Side of the Mirror de Stevie Nicks
- 1989 : Strange Angels (en) de Laurie Anderson

#### Années 1990
- 1990 : L'Art des femmes de Jeanne Mas
- 1990 : Lost Brotherhood (en) de Gowan
- 1990 : Oltre (en) de Claudio Baglioni
- 1990 : Requiem for the Americas: Songs from the Lost World de Jonathan Elias
- 1991 : IX de Bendik Hofseth
- 1991 : New Moon Shine (en) de James Taylor
- 1991 : Stranger in This Town de Richie Sambora
- 1991 : Union de Yes
- 1991 : World Gone Strange (en) d'Andy Summers
- 1991 : Discipline (en) de Desmond Child
- 1992 : Arkansas Traveller (en) de Michelle Shocked
- 1992 : Matters of the Heart de Tracy Chapman
- 1992 : Us de Peter Gabriel
- 1993 : ...But You Can Call Me Larry (en) de Lawrence Gowan
- 1994 : Flyer (en) de Nanci Griffith
- 1994 : Secret World Live de Peter Gabriel
- 1994 : Swamp Ophelia (en) des Indigo Girls
- 1995 : What's Inside (en) de Joan Armatrading
- 1996 : Genesis Revisited (en) de Steve Hackett
- 1996 : This Fire (en) de Paula Cole
- 1997 : Catie Curtis de Catie Curtis
- 1997 : The Last Dance of Mr. X d'Andy Summers
- 1997 : Midnight Without You (en) de Chris Botti
- 1998 : The Cappuccino Songs (en) de Tanita Tikaram
- 1998 : Gravity (en) de Jesse Cook
- 1999 : Amen (en) de Paula Cole
- 1999 : By 7:30 (en) de Vonda Shepard
- 1999 : Slowing Down the World (en) de Chris Botti
- 1999 : Snowfall on the Sahara (en) de Natalie Cole

#### Années 2000
- 2000 : OVO de Peter Gabriel
- 2000 : Rocks the West de California Guitar Trio
- 2001 : L'eterno movimento (it) d'Anna Oxa
- 2001 : Aura (en) d'Asia
- 2001 : Live at the Key Club de California Guitar Trio
- 2001 : Les vents ont changé de Kevin Parent
- 2002 : The Deep End Volume 2 de Gov't Mule
- 2002 : Heathen de David Bowie
- 2002 : My Ride's Here (en) de Warren Zevon
- 2002 : Up de Peter Gabriel
- 2003 : Afterglow de Sarah McLachlan
- 2004 : Everlasting de Rachel Z
- 2004 : Whitewater de California Guitar Trio
- 2005 : Cinema de David Sancious
- 2005 : Spectrum (en) de Steve Howe
- 2007 : Courage (en) de Paula Cole
- 2007 : Dept of Good and Evil de Rachel Z
- 2007 : Fangless Wolf Facing Winter de Kevin Parent
- 2007 : Sings Lennon and McCartney (en) de Judy Collins
- 2008 : Save Me from Myself de Head
- 2008 : Echoes de California Guitar Trio
- 2009 : Insurgentes de Steven Wilson

#### Années 2010
- 2010 : Be My Thrill (en) des Weepies
- 2010 : From the Heart de Geoffrey Oryema
- 2010 : Ithaca (en) de Paula Cole
- 2010 : Live at the NEC d'Anderson Bruford Wakeman Howe
- 2010 : New England Roads de William Ackerman
- 2010 : Ultimate Zero Tour – Live (en) d'Eddie Jobson
- 2011 : Grace for Drowning de Steven Wilson
- 2011 : Místečko (cs) de Čechomor
- 2011 : A Scarcity of Miracles (en) de Jakszyk, Fripp & Collins
- 2012 : Masterworks de California Guitar Trio
- 2013 : The Manhattan Blues Project (en) de Steve Hunter
- 2013 : The Next Day de David Bowie
- 2014 : Back to Front: Live in London (en) de Peter Gabriel
- 2015 : The Desired Effect (en) de Brandon Flowers
- 2016 : Komorebi de California Guitar Trio

#### Années 2020
- 2020 : Secrets and Lies (en) de Jakko Jakszyk
- 2021 : You and Me de Nancy Wilson
- 2022 : Spellbound (en) de Judy Collins
- 2022 : Troika de D'Virgilio, Morse & Jennings (en)
- 2023 : i/o de Peter Gabriel
- 2023 : Love Saves (en) de Tina Arena

## Tournées
- Les artistes et groupes qu'il a accompagnés en tournée, selon le site officiel de Tony Levin.

- Anderson Bruford Wakeman Howe
- Bruford Levin Upper Extremities
- Claudio Baglioni
- Holdsworth Bozzio Levin Mastelotto : HoBoLeMa
- Gary Burton
- California Guitar Trio
- Judy Collins
- Robbie Dupree
- Eastman Jazz Ensemble
- Tim Finn
- Ivano Fossatti
- Peter Frampton
- Peter Gabriel
- Gibboni
- King Crimson
- Tony Levin Band
- L'Image
- Liquid Tension Experiment
- Herbie Mann
- Chuck Mangione
- Mastelotto
- Goro Noguchi
- Geoffery Oryama
- Kevin Parent
- Genya Raven
- Todd Rundgren
- Richie Samborra
- Seal
- Paul Simon
- Carly Simon
- Stick Men
- Mary Travers
- Jim Weider Band
- Joe Yamanaka
- Rachel Z